# Taunbaen
Taunbaen is een bestuurslaag in het regentschap Timor Tengah Utara van de provincie Oost-Nusa Tenggara, Indonesië. Taunbaen telt 1435 inwoners (volkstelling 2010).